# Schönwald im Schwarzwald
Schönwald im Schwarzwald è un comune tedesco di 2 488 abitanti, situato nel land del Baden-Württemberg.